# Discografie van Adje
Hieronder volgt de discografie van de Nederlandse rapper Adje, met name zijn albums, mixtapes en eps en zijn nummers met een notering in een hitlijst. 

## Albums, mixtapes en ep's
| Jaar | Act                    | Album                    | Opmerkingen                               |
| ---- | ---------------------- | ------------------------ | ----------------------------------------- |
| 2008 | Ado'nis                | Who the fuck is Ado'nis? | mixtape                                   |
| 2008 | Ado'nis, Hef en Crooks | Boyz in de hood vol. 1   | mixtape, winnaar State Award              |
| 2010 | Adje en Jayh           | Slordig                  | mixtape, nominatie State Award            |
| 2011 | Adje                   | IkkeBenSickaThan         | freestyle-mixtape                         |
| 2011 | Adje                   | IkkeBenFitterThan        | freestyle-mixtape                         |
| 2012 | Adje                   | IkkeBenQuickaThan        | freestyle-mixtape                         |
| 2012 | Adje                   | Hele Meneer #Dingems     | ep, volledig geproduceerd door Reverse    |
| 2013 | Adje                   | Vossig                   | album, volledig geproduceerd door Reverse |
| 2015 | Adje                   | De situatie              | ep                                        |
| 2016 | Adje met CHO           | KONINGS                  | mixtape op SoundCloud                     |
| 2017 | Adje                   | Streetknowledge          | album, volledig geproduceerd door Esko    |
| 2018 | Adje en Architrackz    | Alles Groot              | album                                     |
| 2018 | Adje en Roselilah      | BASE™                    | album                                     |
| 2021 | Adje, Hef en Crooks    | Boyz in the Hood 2       | album                                     |
| 2022 | Adje en Reverse        | Legacy                   | album                                     |

### Hitnoteringen
| Album                                 | Verschijnen      | Label            | Hitlijsten | Hitlijsten | Hitlijsten | Hitlijsten | Opmerkingen |
| Album                                 | Verschijnen      | Label            | BE (VL)    | BE (VL)    | NL         | NL         | Opmerkingen |
| Album                                 | Verschijnen      | Label            | Piek       | Weken      | Piek       | Weken      | Opmerkingen |
| ------------------------------------- | ---------------- | ---------------- | ---------- | ---------- | ---------- | ---------- | ----------- |
| Vossig                                | 25 oktober 2013  | Streetknowledge  | —          | —          | 14         | 1          | Studioalbum |
| Streetknowledge                       | 16 juni 2017     | Streetknowledge  | —          | —          | 15         | 5          | Studioalbum |
| Alles groot (met Architrackz)         | 22 juni 2018     | Follow The Eagle | 105        | 1          | 12         | 5          | Studioalbum |
| Base (met Roselilah)                  | 3 oktober 2018   | Streetknowledge  | —          | —          | 55         | 1          | Studioalbum |
| Boys in de hood 2 (met Hef en Crooks) | 17 december 2021 | Noah's Ark       | 66         | 5          | 7          | 10         | Studioalbum |
| Legacy (met Reverse)                  | 11 maart 2022    | Boomin' Records  | —          | —          | 19         | 2          | Studioalbum |

## Nummers met notering(en) in een hitlijst
| Lied                                                            | Verschijnen       | Album                                               | Hitlijsten | Hitlijsten | Hitlijsten  | Hitlijsten  | Hitlijsten   | Hitlijsten   | Opmerkingen                |
| Lied                                                            | Verschijnen       | Album                                               | BE (VL)    | BE (VL)    | NL (Top 40) | NL (Top 40) | NL (Top 100) | NL (Top 100) | Opmerkingen                |
| Lied                                                            | Verschijnen       | Album                                               | Piek       | Weken      | Piek        | Weken       | Piek         | Weken        | Opmerkingen                |
| --------------------------------------------------------------- | ----------------- | --------------------------------------------------- | ---------- | ---------- | ----------- | ----------- | ------------ | ------------ | -------------------------- |
| Ik ga hard (met The Partysquad, Gers Pardoel, Jayh en Reverse)  | 14 januari 2011   | —                                                   | —          | —          | 16          | 9           | 8            | 26           |                            |
| On the low (met Josylvio, Kevin en D-Double)                    | 4 november 2016   | Puna 10 jaar - ep                                   | —          | —          | —           | —           | 71           | 1            |                            |
| Douane (met Ali B, Josylvio en Sevn Alias)                      | 25 november 2016  | Een klein beetje geluk (van Ali B)                  | —          | —          | —           | —           | 88           | 1            |                            |
| Doe je dans (met Bizzey, Yung Felix, Jozo en YOUNGBAEKANSIE)    | 13 januari 2017   | —                                                   | —          | —          | —           | —           | 97           | 1            | Platina in Nederland       |
| Leef nu (met Sevn Alias)                                        | 14 juni 2017      | Streetknowledge                                     | —          | —          | —           | —           | 94           | 1            |                            |
| Op de weg (met Equalz en Cho)                                   | 4 augustus 2017   | Reloaded (van Equalz)                               | tip        | —          | tip1        | —           | 3            | 28           | Dubbelplatina in Nederland |
| Coño (met Puri en Jhorrmountain)                                | 8 december 2017   | —                                                   | tip28      | —          | 19          | 9           | 8            | 20           |                            |
| DM's (met $hirak, 3robi en Josylvio)                            | 30 maart 2018     | —                                                   | —          | —          | —           | —           | 44           | 2            |                            |
| Kuifje (met Esko, Jonna Fraser, Keizer en Woenzelaar)           | 20 april 2018     | Beats by Esko (van Esko)                            | —          | —          | —           | —           | 45           | 1            |                            |
| Base (met Roselilah, Geechi en Frsh)                            | 3 oktober 2018    | Base                                                | —          | —          | —           | —           | 87           | 1            |                            |
| Streets (met Josylvio, Moeman, Hef, JoeyAK, Ashafar en LaFunky) | 2 november 2018   | Hella Cash gang vol. 1 (van Josylvio, Moeman en KA) | —          | —          | —           | —           | 28           | 2            |                            |
| Voel je vrij (met Johnny 500 en Jozo)                           | 29 maart 2019     | —                                                   | —          | —          | —           | —           | 88           | 1            |                            |
| Go getta (met Vic9)                                             | 5 april 2019      | Bloed (van Vic9)                                    | —          | —          | —           | —           | 89           | 1            |                            |
| We hadden niks (met Knaller en Hef)                             | 23 oktober 2020   | Zonder moeder zonder vader (van Knaller)            | —          | —          | —           | —           | 91           | 1            |                            |
| 1995 (met Idaly en RB Djan)                                     | 5 november 2020   | Eerlijk (van Idaly)                                 | —          | —          | —           | —           | 76           | 1            |                            |
| Niet doen alsof (met Hef en Crooks)                             | 1 oktober 2021    | Boyz in de hood 2                                   | —          | —          | —           | —           | 57           | 2            |                            |
| 3 soldaten (met Hef en Crooks)                                  | 26 november 2021  | Boyz in de hood 2                                   | —          | —          | —           | —           | 40           | 3            |                            |
| Ons (met Hef en Crooks)                                         | 17 december 2021  | Boyz in de hood 2                                   | —          | —          | —           | —           | 56           | 1            |                            |
| Nacht op Ibiza (met Rotjoch, Lil' Kleine en Hef)                | 4 augustus 2022   | Float (van Rotjoch)                                 | —          | —          | —           | —           | 99           | 1            |                            |
| Destiny (met Idaly)                                             | 30 september 2022 | Parels van Amsterdam (ep van Idaly)                 | —          | —          | —           | —           | 52           | 2            |                            |